# Casa Branca do Engenho Velho
O terreiro da Casa Branca do Engenho Velho (Ilê Axé Iyá Nassô Oká), representado pela Sociedade São Jorge do Engenho Velho, é um templo de candomblé do município de Salvador, no estado da Bahia. Fundado na primeira metade do século XIX, é um dos mais antigos terreiros afro-brasileiros na capital baiana e também no Brasil.  Constituído por uma área aproximada de 6.800 m², com edificações e áreas verdes, foi tombado pelo IPHAN em 1984, o primeiro monumento da cultura negra a ser considerado Patrimônio Histórico do Brasil.

## Descrição

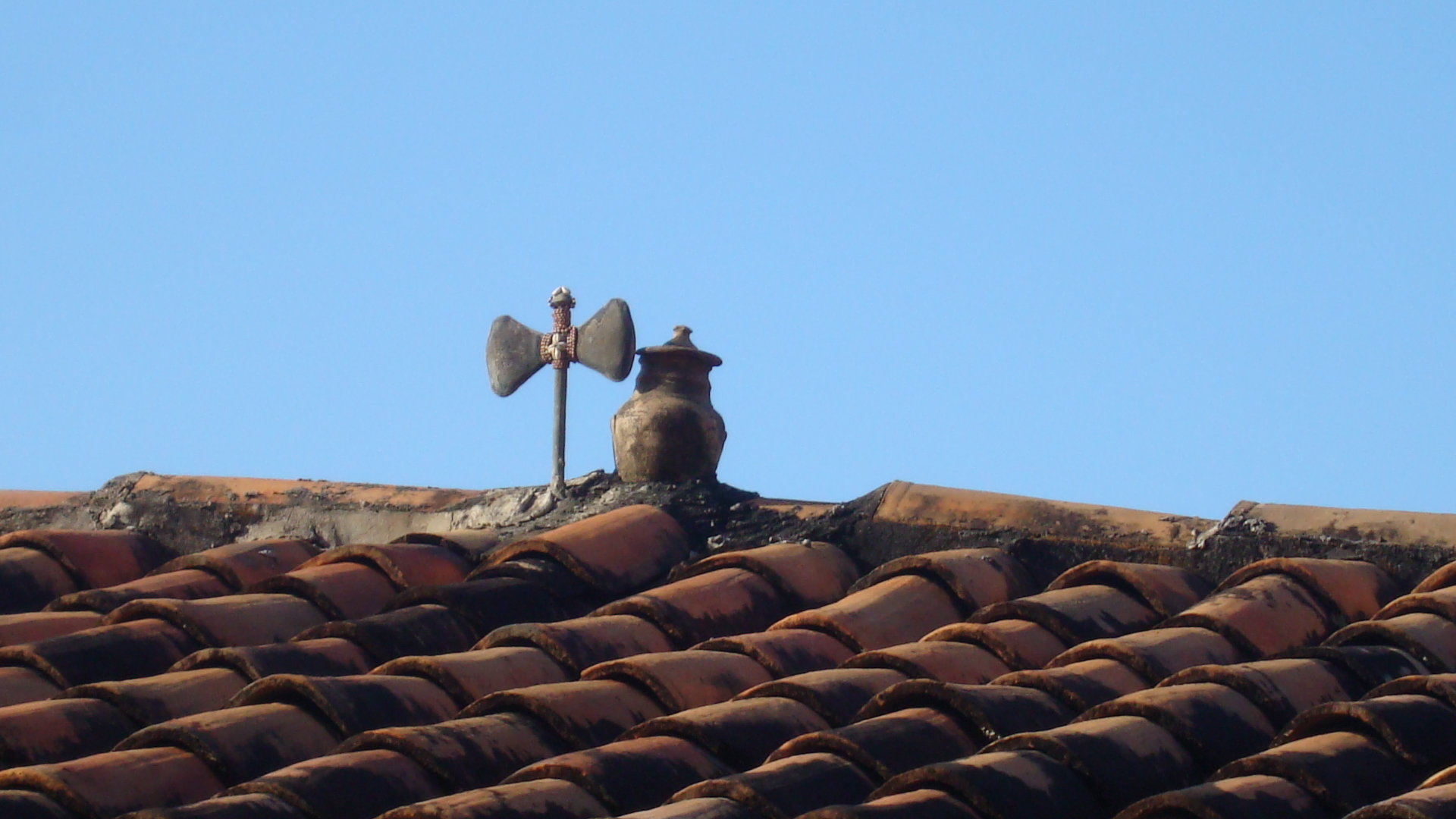
Símbolos de Xangô no telhado

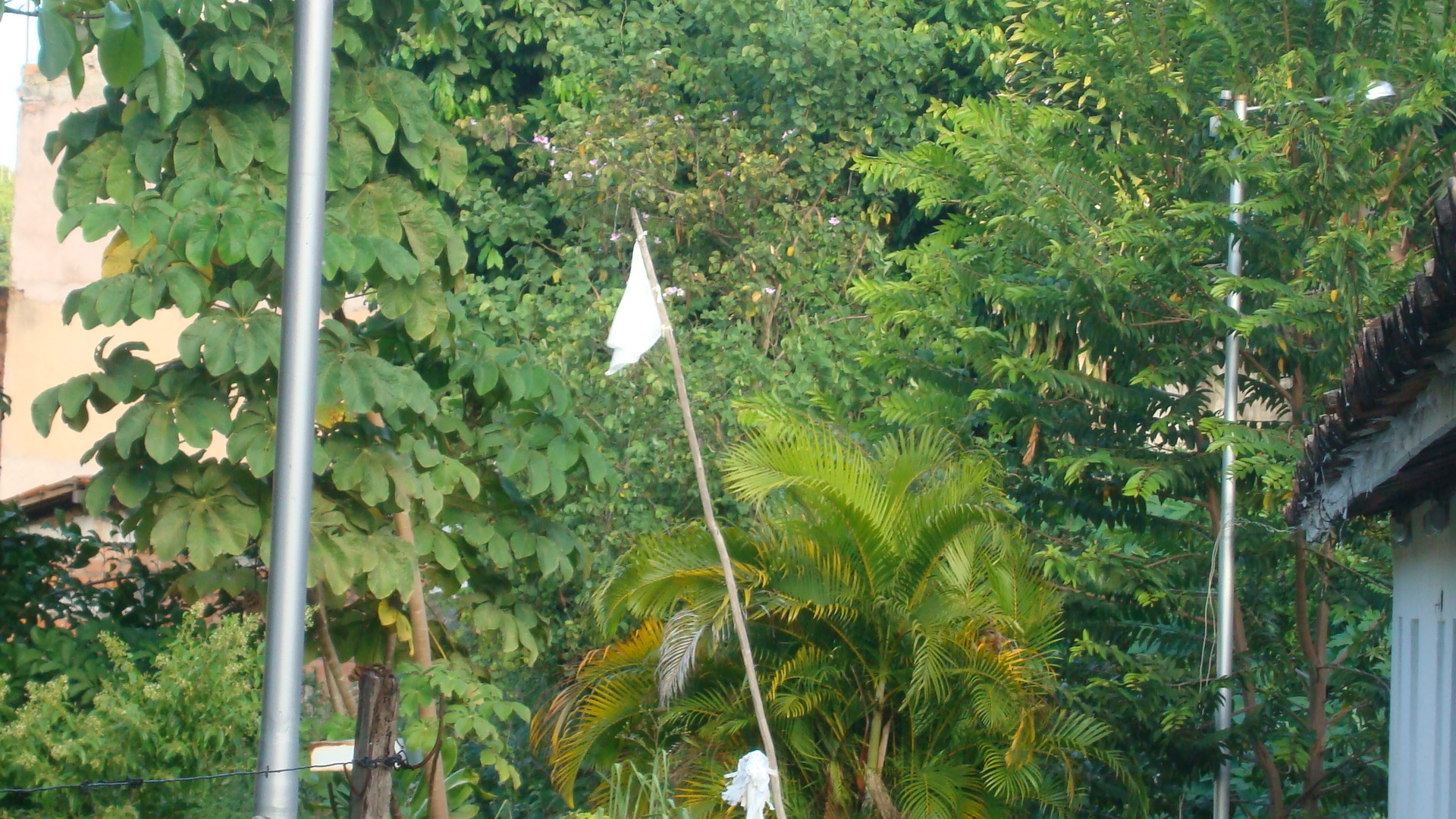
Bandeira branca

Localizado no bairro popular do Engenho Velho da Federação, o Terreiro é situado num trecho da avenida Vasco da Gama entre a Ladeira Manoel do Bonfim e o Vale da Muriçoca. A maioria de sua área externa fica numa encosta de alta declividade, área essa que é protegida, como um todo, pelo orixá Oxóssi, um dos patronos do terreiro. 
O templo principal (barracão) do terreiro, por sua vez, é regido por Xangô, cujos ícones encontram-se encima do telhado, simbolizando seu papel de patrono. Outrossim, uma bandeira branca hasteada próxima à entrada principal sinaliza, de forma mais geral, o caráter sagrado do espaço.
Uma edificação alongada, o barracão tem várias divisões internas ligadas por um corredor que dá acesso a cômodos para os sacerdotes principais da comunidade, outros compartilhados por diversos membros da comunidade durante o calendário ritual, espaços reservados para altares de orixás, a camarinha, o salão onde se realizam as festas públicas, e uma cozinha onde se preparam as comidas, inclusive aquelas oferecidas aos orixás. Fora do barracão, há ainda altares dedicadas a outros orixás -- alguns ao ar livre, outros dentro de pequenas casas, todos espalhados na grande área verde em torno do barracão. A vegetação inclui diversas espécies consagradas aos orixás, cuja presença no terreiro é fundamental para manter a força do axé. Há ainda algumas casas que abrigam membros da comunidade religiosa.

## História

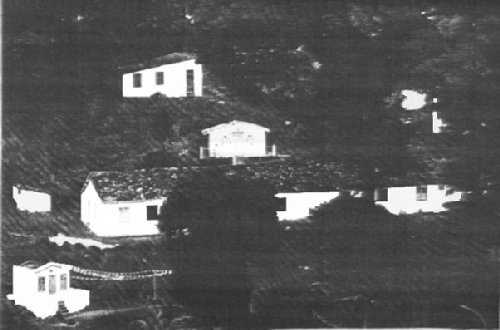
Vista da encosta do terreiro, em foto antiga

Segundo a tradição oral, os primórdios da comunidade hoje conhecida como Casa Branca remonta à liderança de três mulheres africanas, Iyá Detá, Iyá Akalá e Iyá Nassô. Em algumas versões, fala-se ainda de outra africana, chamada Iyalussô Danadana, e de um babalaô lembrado pelo nome Assiká. Essa comunidade teria funcionado nos arredores da Igreja da Barroquinha, lembrada na memória coletiva como o Candomblé da Barroquinha ou Ilê Iyá Omi Axé Intilé. Em determinado momento, os assentamentos dos orixás Airá Intilé e Oxóssi que existiam nesse local de culto foram transferidos para uma nova comunidade, hoje conhecida como a Casa Branca. O nome iorubá do terreiro, Ilê Iyá Nassô Oká, que significa Casa de Mãe Nassô, aponta para o papel fundamental de Iyá Nassô na formação desta comunidade.
Novas evidências históricas trazem à luz detalhes da vida de Iyá Nassô na Bahia. Legalmente, foi conhecida pelo nome Francisca da Silva. De nação nagô, oriunda do reino iorubá de Oió, onde tinha um papel importante no culto a Xangô, ela provavelmente chegou à Bahia escravizada. Foi liberta poucos anos antes da Independência do Brasil, aparentemente por volta de 1815-1820. Até 1822, morava no distrito conhecido como o Gravatá, a pequena distância da Barroquinha. É provável que seu envolvimento no Candomblé da Barroquinha date desse período de sua vida. Em 1832, mudou-se para a Ladeira do Carmo, no atual bairro do Pelourinho, passando a realizar cerimônias para Xangô em sua residência. Contudo, a repressão que se seguiu à Revolta dos Malês acabou transformando para sempre sua vida. Dois filhos consanguíneos seus, nascidos na África, foram acusados de envolvimento no levante e condenados a oito anos de prisão. Iyá Nassô apelou da sentença, afirmando a inocência dos filhos e pedindo que a pena fosse comutada para deportação à África. Ela jurou que iria junto com eles, para nunca mais voltar. A petição foi deferida, e em 1837 ela seguiu os filhos para a África, junto com o marido, o nagô liberto José Pedro Autran, e vários agregados, entre eles a nagô liberta Marcelina, que outrora lhe servira como cativa. Essa mesma Marcelina consta nas tradições orais como sucessora de Iyá Nassô na liderança do terreiro. 
Tudo indica que Iyá Nassô cumpriu a promessa feita às autoridades do Brasil. Nunca retornou ao Brasil e, até hoje, na cidade de Uidá há uma família que reivindica José Pedro Autran como patriarca fundador.  Marcelina, no entanto, voltou à Bahia em 1839, estabelecendo residência no coração do bairro do Pelourinho e adotando o sobrenome Silva, em referência a seu vínculo com Francisca da Silva/Iyá Nassô. Não se sabe se ela assumiu imediatamente a liderança da comunidade fundada por Iyá Nassô ou se demorou um pouco para reorganizá-la. De qualquer forma, a gestão de Marcelina evidentemente durou décadas e foi sob sua regência que o terreiro foi transferido para a Estrada Dois de Julho -- atual Avenida Vasco da Gama -- então uma região de mata e roças nas margens do perímetro urbano. Foi também durante a liderança de Marcelina que o nagô liberto Rodolfo Martins de Andrade passou a fazer parte da comunidade religiosa. Também conhecido como Bamboxê Obitikô, hoje é considerado um dos ancestrais mais importantes do terreiro. Outros importantes atores nesse período foram os nagôs libertos Joaquim Vieira da Silva e Eliseu do Bonfim, este último pai do babalaô Martiniano Eliseu do Bonfim. Com a morte de Marcelina em 1885, a liderança passou para Maria Júlia de Figueiredo. Nascida no Brasil, de pais africanos, tinha ocupada o posto de iakekerê na gestão de Marcelina.

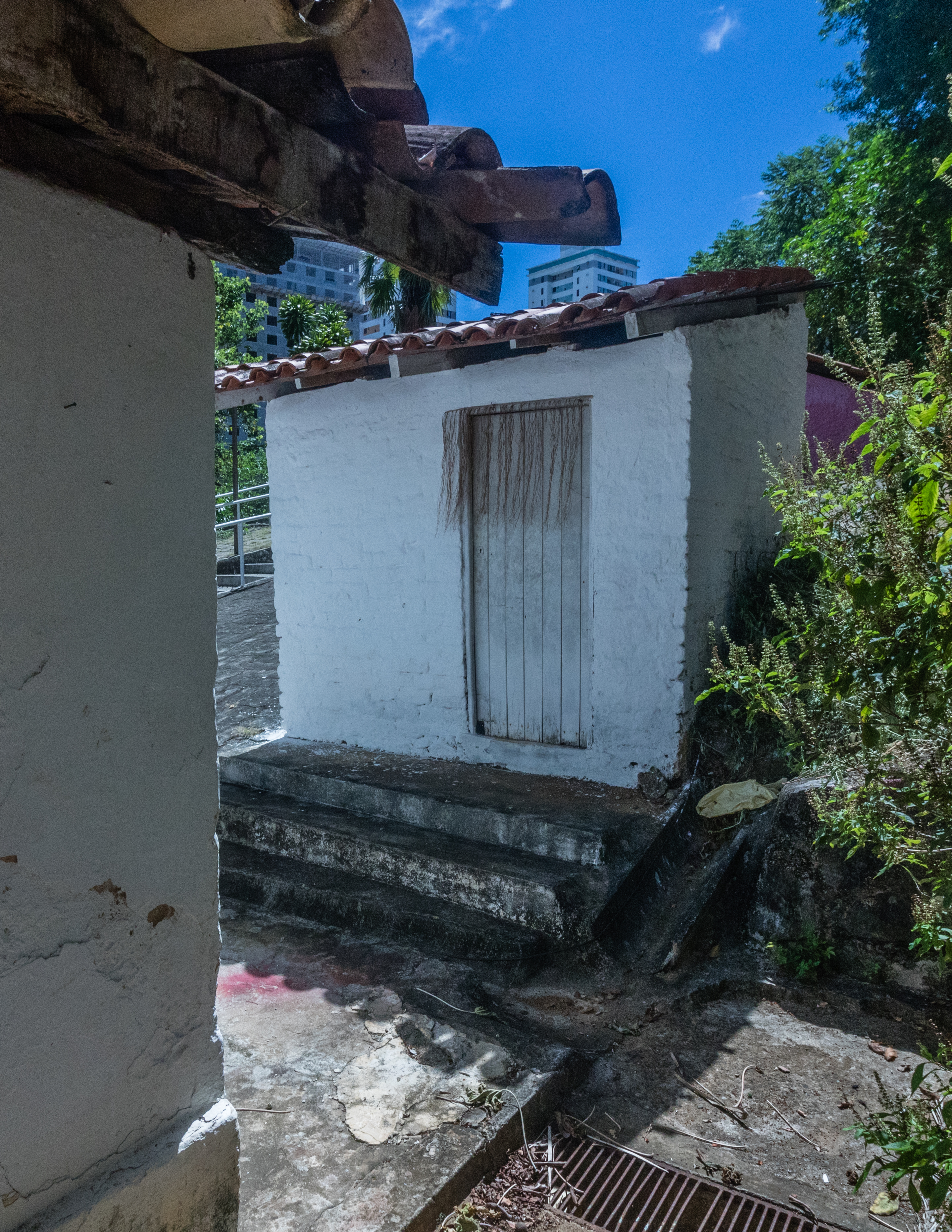
Casa dos Ancestrais

Segundo Edison Carneiro, a fundadora do Terreiro do Gantois, Maria Júlia da Conceição Nazaré, teria sido filha de santo de Marcelina e depois da morte desta teria disputado, em vão, a sucessão da casa, e então fundado o Gantois. Contudo, as tradições orais do Gantois levantam dúvidas sobre esse enredo. Como as tradições da Casa Branca, a memória coletiva do Gantois reivindica origem na Barroquinha, mas daí diverge, afirmando que sua fundadora foi filha de santo de Iyá Akalá e não de Marcelina. Ou seja, o Gantois não seria descendente da Casa Branca, mas irmão. Diversas outras evidências indicam que o Gantois já existia bem antes da morte de Marcelina. Essas informações sugerem que a narrativa defendida por Carneiro, apesar de bem difundida na etnografia do candomblé, não dá conta da sequência real dos eventos.
Maria Júlia de Figueiredo ficou menos de cinco anos à frente da comunidade, sendo substituída por sua parenta Ursulina de Figueiredo, conhecida como Sussu. Esta, por sua vez, designou como sua herdeira Antônia Maria dos Anjos, que, por diversos motivos, não assumiu o posto de ialorixá. A próxima ialorixá foi Maximiana Maria da Conceição, filha de africanos e conhecida como Tia Massi. Nesse momento de transição, Eugênia Ana dos Santos, filha de santo do terreiro e inconformada com a sucessão, teria se afastada da casa, fundando, depois de alguns anos, seu próprio terreiro, o Ilê Axé Opô Afonjá.
Tia Massi liderou a Casa Branca até seu falecimento em 1962. Tinha então mais de cem anos de idade. Foi sucedida por Maria Deolinda dos Santos, de alcunha Papai Okê, que durou poucos anos no posto. A próxima na direção da casa foi Marieta Vitória Cardoso, que dividia seu tempo entre a Bahia e o Rio de Janeiro. Foi durante sua gestão que a comunidade se mobilizou para se defender de uma invasão do terreno por um posto de gasolina. Nessa luta, o ogã Antonio Agnelo Pereira e a iakekerê Teté de Iansã exerceram papeis fundamentais. Com o falecimento de Iyá Marieta em 1984, a sucessora foi Altamira Cecília dos Santos, filha consanguínea de Papai Okê e conhecida como Tatá. Mãe Tatá regeu a casa de 1985 até seu falecimento em 2019, aos 96 anos de idade. A atual ialorixá, Neuza Cruz, nona liderança do terreiro, assumiu o cargo em 2021.

### Da perseguição ao tombamento

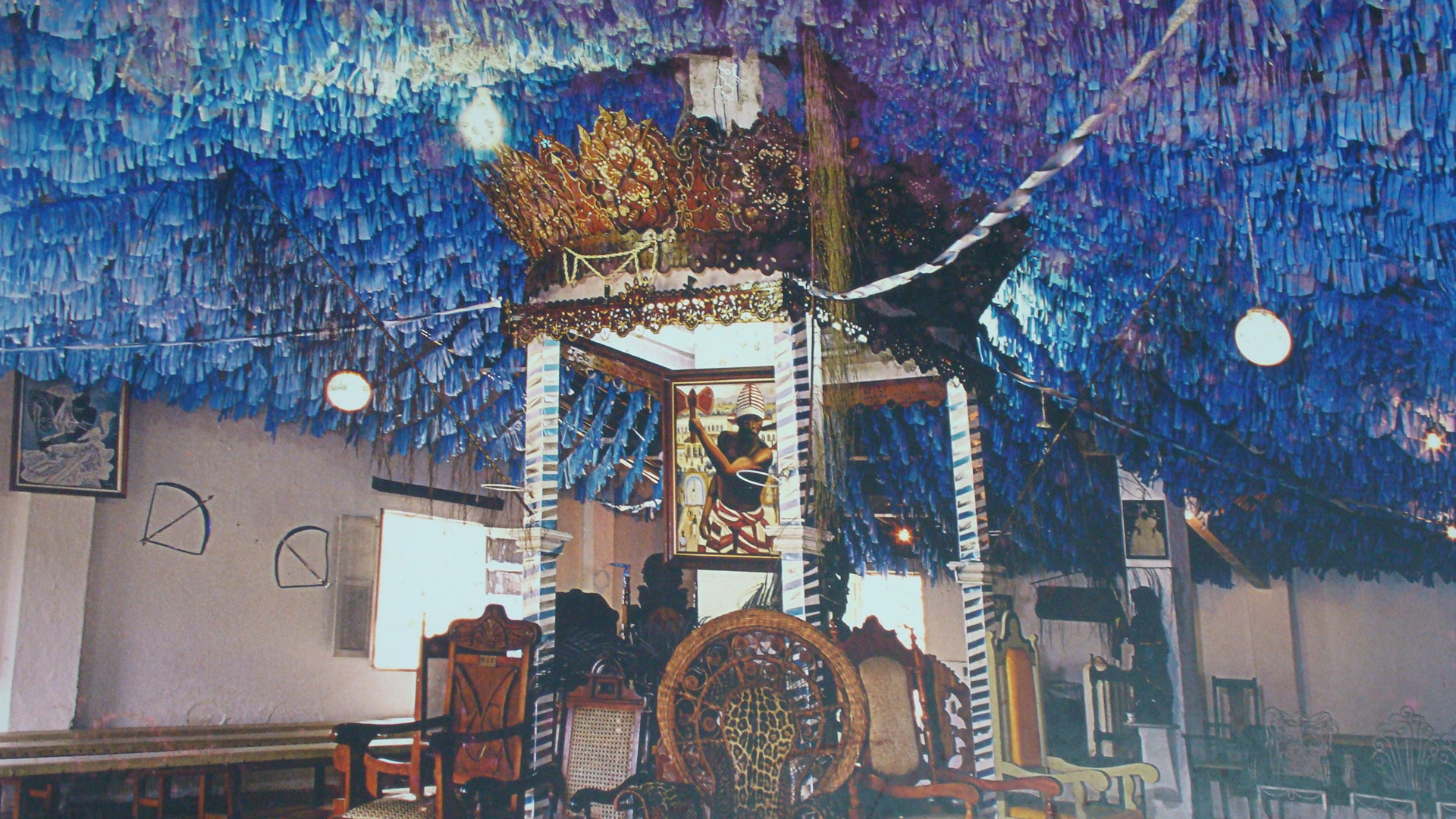
Coroa de Xangô, no interior do barracão

Durante o período colonial e ainda no Império, os cultos afro-brasileiros foram perseguidos pelas autoridades. No século XIX, a atuação repressora, outrora nas mãos da Inquisição, passou a ser exercida pelo governo, especificamente pela polícia. Numerosos casos na capital baiana e no Recôncavo tem sido documentados por historiadores, mas não há dúvida que representam apenas uma gota num verdadeiro oceano de outros incidentes ainda desconhecidos. A partir da República, a perseguição da religiosidade afro-brasileira continuou sob os rótulos de curandeirismo, feitiçaria e falsa medicina, proibidos pelo Código Penal de 1890. Na Bahia, a partir de certo momento, aos candomblés foi permitido realizar cerimônias, mas para cada cerimônia tinham que pagar para uma licença emitida pela polícia, válida apenas para aquela data. O II Congresso Afro-Brasileiro, realizado em Salvador em 1937, com a participação de muitos terreiros e intelectuais, como Jorge Amado e Edison Carneiro, foi um divisor de águas no sentido de priorizar a importância de reivindicar a liberdade religiosa do candomblé. Um dos resultados do evento foi a formação da primeira associação dos candomblés, a União das Seitas Afro-Brasileiras. Essa entidade pioneira contou com a adesão da Casa Branca, mas durou poucos anos, devido à crise política nacional proporcionada pela implantação do Estado Novo.
Não há notícias sobre incidentes específicos de repressão que tenham atingido a Casa Branca, mas não há dúvida de que durante o primeiro século de sua existência a casa vivia sob esse quadro generalizado de perseguição, como tantos outros candomblés. A associação civil do terreiro, a Sociedade Beneficente e Recreativa São Jorge do Engenho Velho, surgiu em 1943, resultado de uma reunião que envolveu toda a comunidade religiosa. Criada com o fim de representar a Casa Branca perante a sociedade civil e órgãos do governo, a entidade foi registrada no Cartório Especial de Títulos e Documentos dois anos depois. Em 1956, foi declarada de utilidade pública pela Lei Municipal 759 de 31 de dezembro daquele ano. É atualmente conhecida como Associação São Jorge do Engenho Velho (ASJEV).
No início da década de 1980, quatro anos depois que o governador Roberto Santos assinou um decreto livrando os candomblés da fiscalização policial, a comunidade da Casa Branca começou uma grande mobilização contra a invasão de seu terreno por um posto de gasolina que se instalou próximo à fonte de Oxum. A luta durou anos e acabou catalisando a ideia, então inédita, de assegurar a proteção do patrimônio do terreiro através de tombamento. Em 1982, o terreiro foi reconhecido pela Prefeitura de Salvador como Patrimônio da Cidade. No mesmo ano, foi aberto um processo no Sphan, solicitando tombamento nacional, justificado por um laudo antropológico da autoria de Ordep José Trindade Serra. Graças ao protagonismo da comunidade religiosa, com destaque para a liderança da iakekerê, Teté de Iansã, e do ogã Antonio Agnelo Pereira (então presidente da associação civil do terreiro), além de intenso diálogo com órgãos do governo, entidades da sociedade civil, a imprensa e intelectuais e artistas, o processo foi aprovado quatro anos depois. Assim, o Terreiro da Casa Branca se tornou o primeiro monumento negro a ser reconhecido pelo governo como patrimônio histórico, um marco da história do Brasil que abriu precedente para outros casos nos anos que se seguiram. Logo depois do tombamento, a revista do Patrimônio Histórico e Artístico Nacional publicou uma análise estética e etnográfica de um dos elementos visuais mais impressionantes do barracão do terreiro, a chamada "coroa de Xangô". Foi lançada também, pelo Ministério da Cultura, uma série de cartões postais icônicos, com fotografias de elementos visuais do terreiro que acompanharam o processo de tombamento.
Recentemente, um plano de preservação e salvaguarda do terreiro foi elaborado por alguns membros da comunidade, com vistas à recuperação da área.

## Sucessão de lideranças[32][18]

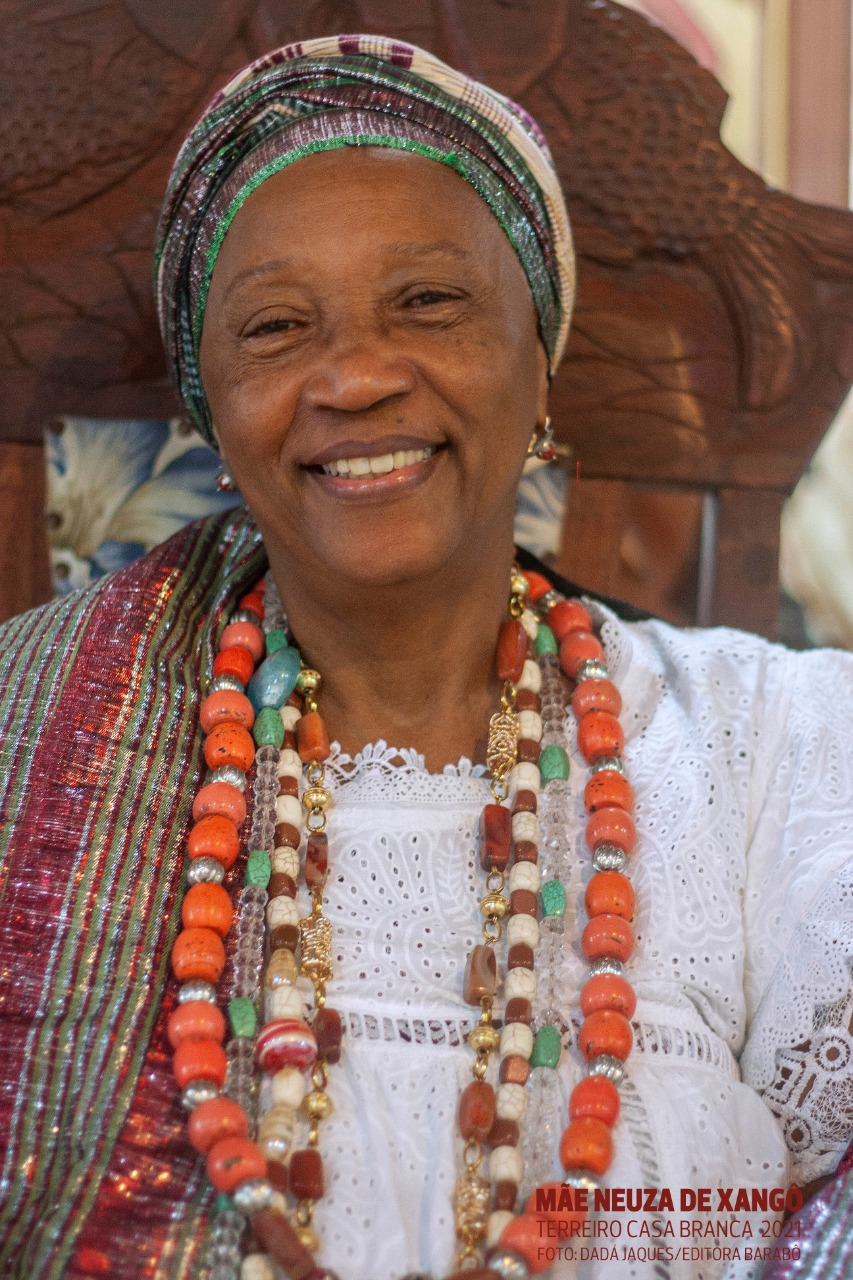
Mãe Neuza de Xangô, atual ialorixá do Terreiro da Casa Branca

- Iyá Nassô (c. 1830-1837). De Xangô.[12]
- Marcelina da Silva (c. 1845-1885). De Xangô, tinha o nome iniciático de Obatossi.[33]
- Maria Júlia de Figueiredo (c. 1886-1890). De Oxum, foi iakekerê na gestão de Marcelina.[7]
- Ursulina de Figueiredo (c. 1892- c. 1924). Conhecida pelo apelido Sussu, era de Oxum.[7]
- Maximiana Maria da Conceição (1925-1962). Conhecida como Tia Massi, era de Oxaguiã. Durante sua longa gestão teve três iakekerês: Luzia de Oliveira (Oxum Muiuá), Eugênia Sampaio de Oxóssi e Juliana da Silva Baraúna, Teté de Iansã.
- Maria Deolinda dos Santos (1965-1968). Conhecida como Papai Oké, era de Oxalufã. Teté de Iansã continuou no posto de iakekerê.
- Marieta Vitória Cardoso (c. 1970-1984). Era de Oxum. A iakekerê foi Teté de Iansã.
- Altamira Cecília dos Santos (1985-2019) Conhecida como Mãe Tatá, era de Oxum. Sua gestão teve três iakekerês: Teté de Iansã, seguida por Areonite da Conceição Chagas (Nitinha de Oxum), e finalmente Tieta de Iemanjá.
- Neuza Conceição Cruz (2021- atual). De Xangô. A iakekerê, Patrícia Chagas, é de Iemanjá. [20]

## Cultura
Em 2 de Março de 2025, a escola de samba Unidos de Padre Miguel retornou a primeira divisão do carnaval do Rio de Janeiro em homenagem a Iá Nassô, uma das três fundadoras do Candomblé da Barroquinha, que deu origem ao mais antigo templo afro-brasileiro em funcionamento, a Casa Branca do Engenho Velho, nomeado Ilê Axé Iyá Nassô Oká em homenagem a Iá Nassô.

## Calendário religioso
As obrigações religiosas do Ilê Axé começam no dia de Corpus Christi, abrindo com a tradicional Missa de Oxóssi e envolvendo várias outras cerimônias e rituais durante um período de mais de duas semanas.
No dia 29 de junho, dia de São Pedro, as atividades públicas prosseguem com uma missa para o orixá Airá, seguida por outros ritos realizados no terreiro.
Na última sexta-feira de agosto, realiza-se a cerimônia das Águas de Oxalá, seguindo por três domingos consecutivos, louvando Odudua no primeiro, Oxalufã no segundo e, no terceiro e último, Oxaguiã.
Na segunda-feira imediata, festeja-se Ogum e oito dias depois Omolu.
Em outubro, o calendário continua com a festa de Xangô, seguida, doze dias depois, pela festa das Iyabás, em louvor aos orixás femininos. Na sequência, há três outras cerimônias dedicadas, respetivamente, a Iansã, Oxum, e Oxóssi. O ciclo de cerimônias públicas encerra com a cerimônia conhecida como Oxum do Barco, geralmente no final de novembro.